# Долина Кочані

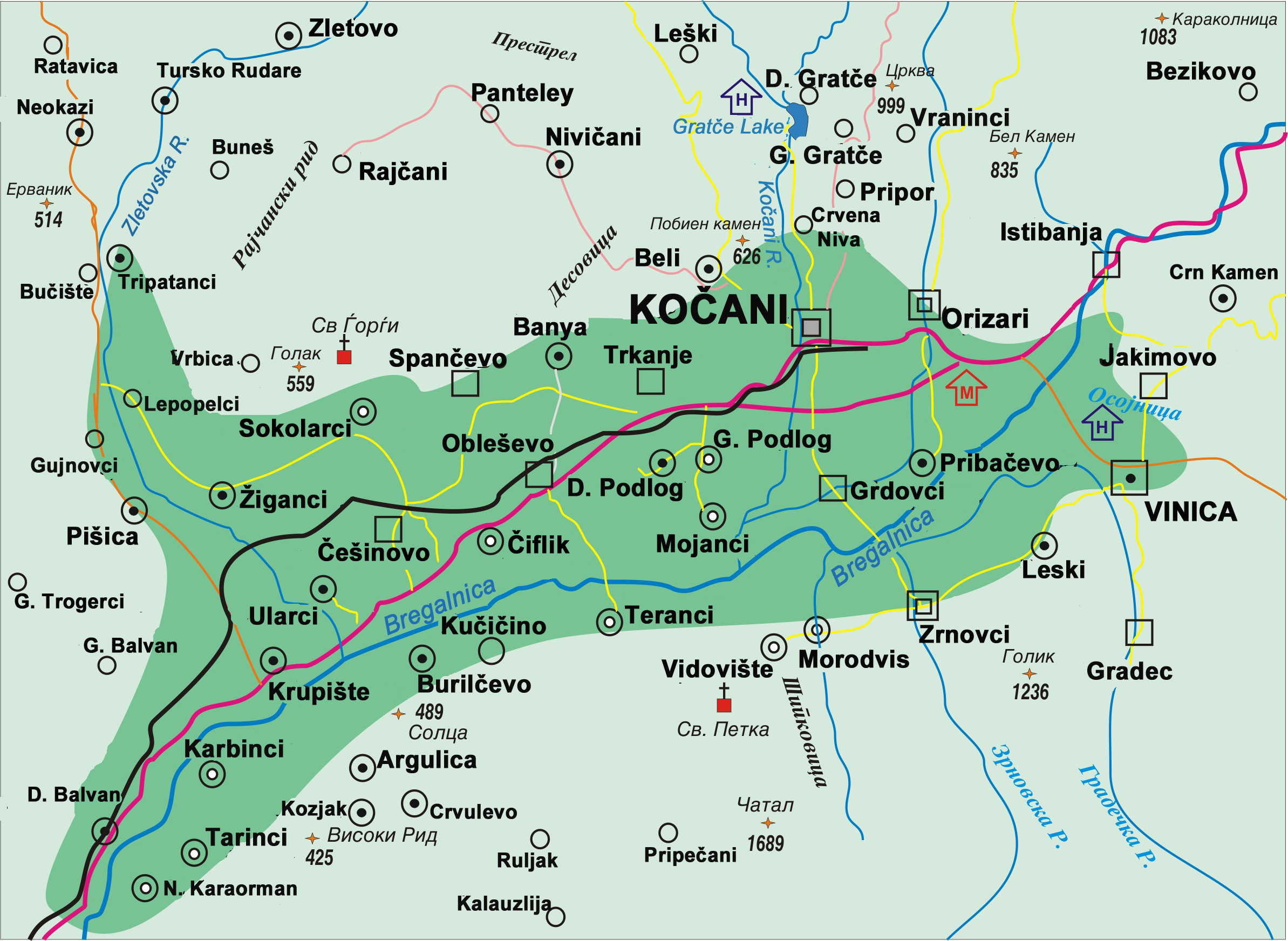
Долина Кочані

Долина Кочані ( мак. Кочанска Котлина, трансліт. Kočanska Kotlina    розташований вздовж річки Брегалниця в східній частині Північної Македонії, на широті 41° і 55' і довготі 22° і 25'. Він займає площу 1020 км² і простягається з обох сторін Брегальниці, простягаючись із заходу-південного заходу на схід-північний схід, довжиною 26 км. Дно долини, тобто її плоска частина, займає площу 115 км². Найнижча точка знаходиться в західній частині, де річка Злетовська впадає в Брегальницю, на висоті 290 метрів. На схід висота поступово піднімається до 330 метрів. Різниця між найнижчою та найвищою висотою долини становить 40 метрів.
Для окремих частин долини є специфічні назви. Таким чином, середня частина відома як поля Кочані (або Кочансько), південно-східна частина як Вінічко, а західна як Злетовсько. Територія навколо великих сіл називається: Орізарсько, Істібансько, Зрновсько, Облешевсько та інші.
Долина має родючий ґрунт і багато води, що ідеально підходить для вирощування зернових, особливо рису, у цих чудових природних умовах.

## Історія

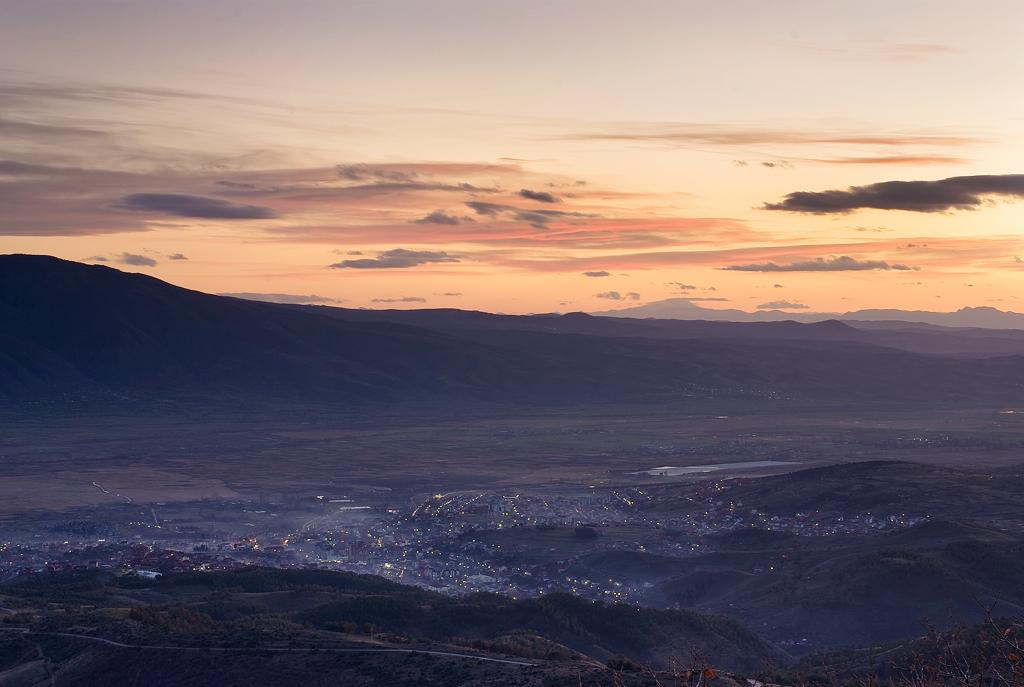
Долина Кочані на світанку

Згідно з попередніми тестами, прийшли до наукових висновків, що долина виникла внаслідок тектонічного впливу. Вирішальне значення для сучасної форми і структури рельєфу мали тектонічні рухи, що відбувалися до середини олігоцену . У той період земля опустилася між двома лініями розколу, однією з півночі ( Осогово ), а іншою з півдня ( Плачковиця ). У пізньому міоцені та ранньому пліоцені долина була затоплена прісноводним озером, яке разом з іншими сусідніми озерами утворило Середньовардарське озеро. Глибина цього пліоценового озера становила понад 500 метрів. 

## Клімат
Середня річна температура повітря 13 °C, що відносить цю долину до числа теплих долин країни. Це схоже на температуру повітря у Велесі чи долині Струмиці . Долина Кочані багата на термальні джерела, особливо в селах Істібаня, Дольні Подлог, Баня та Крупіште . У селі Дольні-Подлог, поблизу Кочані, зроблено два бури на 35 метрів і 460 метрів, з 300 л/с. і температури між 70-80 °C.  Лікувальні властивості термальної води з долини Кочані, за словами Рісто Чанева, ідентичні з водою в купальнях Негорці, поблизу Гевгелії .